# Vũ Hội, Bạng Phụ
Vũ Hội (chữ Hán giản thể: 禹会区, bính âm: yŭ huì qu, âm Hán Việt: Vũ Hội khu) là một quận thuộc địa cấp thị Bạng Phụ, tỉnh An Huy, Cộng hòa Nhân dân Trung Hoa. Tháng 1 năm 2004, quận Tây Thị của Bạng Phụ được đổi tên thành quận Vũ Hội. Chính quyền nhân dân quận Vũ Hội đóng tại đường Hồng Kỳ Nhất. 